# Lestes praemorsus
Lestes praemorsus är en trollsländeart. Lestes praemorsus ingår i släktet Lestes och familjen glansflicksländor. IUCN kategoriserar arten globalt som livskraftig.

## Underarter
Arten delas in i följande underarter:
- L. p. decipiens
- L. p. praemorsus
- L. p. sikkima

## Bildgalleri

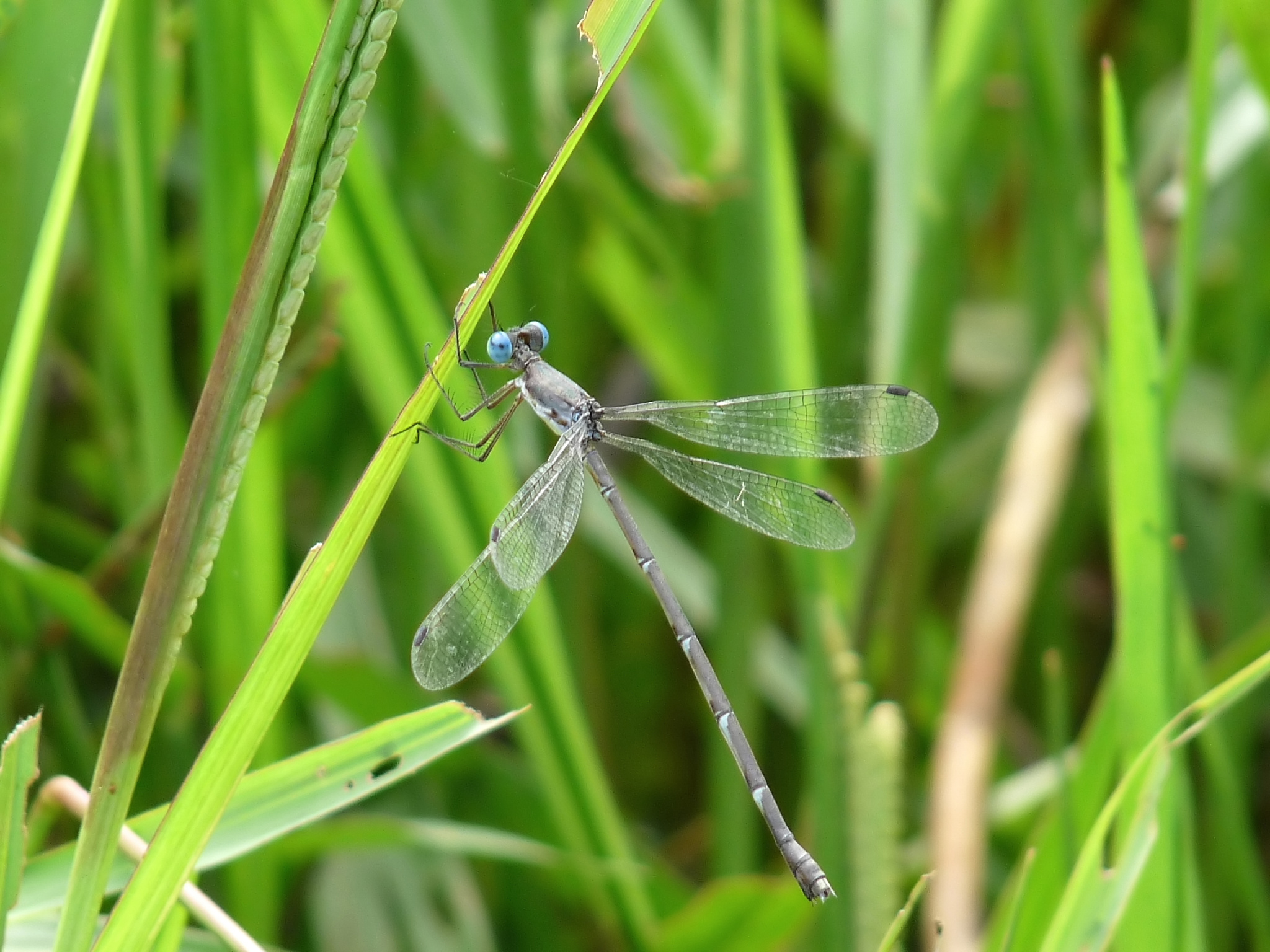